# Vesela Hirka, Iuriivka
Vesela Hirka (în ucraineană Весела Гірка) este un sat în comuna Verbske din raionul Iuriivka, regiunea Dnipropetrovsk, Ucraina.

## Demografie
Componența lingvistică a localității Vesela Hirka
     Ucraineană (83,5%)
     Rusă (11,65%)
     Romani (4,85%)
Conform recensământului din 2001, majoritatea populației localității Vesela Hirka era vorbitoare de ucraineană (83,5%), existând în minoritate și vorbitori de rusă (11,65%) și romani (4,85%).